# Champlain, New York
Champlain är en kommun i Clinton County i delstaten New York, USA.